# BLACKSOUND/BLACKHUMOR
『BLACKSOUND/BLACKHUMOR』（ブラックサウンド・ブラックユーモア）は2004年6月2日に発売されたsyrup16gのライブ映像集。発売元はコロムビアミュージックエンタテインメント。

## 概要
syrup16g初の映像作品であり、ディスク2枚組、完全限定生産のDVD。ディスク1をBLACKSOUNDと設定していて、2004年1月30日SHIBUYA-AXで行われたライヴを、ディスク2はBLACKHUMORと設定、ファーストアルバム｢COPY｣から｢Mouth to Mouse｣までのCLIP集をそれぞれ収録している。ライブにはゲストで岡村美央、吉村秀樹(bloodthirsty butchers)が参加している。

## 収録曲

### Disc1(BLACKSOUND)
1. もったいない
2. 生きたいよ
3. イエロウ
4. 生活
5. Sonic Disorder
6. ソドシラソ
7. 神のカルマ
8. ex.人間
9. シーツ
10. パープルムカデ
11. 無効の日
12. 夢
13. 正常
  - バイオリニストの岡村美央が上記二曲に参加。
14. She was beautiful
15. 天才
16. coup d' Etat / 空をなくす
  - bloodthirsty butchersの吉村秀樹が上記三曲に参加。
17. 落堕
18. 真空

尚、当日はこの他にも｢My Love's Sold｣等も演奏されたが、収録はされていない。

### Disc2(BLACKHUMOR)
1. 負け犬  （監督：黒田智之）
2. 天才 ワンカットver.  （監督：宅野裕介）
3. 遊体離脱  （監督：星健太）
4. 神のカルマ [LIVE]
5. Reborn
  - PVに出演している女性は、ファッションモデルの今宿麻美である。
6. 落堕  （監督：大沢昌史）
7. coup d' Etat / 空をなくす [LIVE]
8. 正常  （監督：北山大介）
9. ex.人間 モノトーンver.  （監督：北山大介･清水寛子）
10. イエロウ [LIVE]  （監督：上田真紀子）
11. パープルムカデ
12. My Song  （監督：熊谷昭）
13. リアル

## エピソード
- Disc1に収録されている｢落堕｣では、五十嵐がハンドマイクを持ち、珍しく客を煽り、舞台上を走り回っている。
- ライブの数ヶ月前、五十嵐はギターをもう一人呼びたいと思い、時間も迫っていたが、出来るなら田渕ひさ子か吉村秀樹のどちらかにやってもらいたい、と考えていた。駄目もとで依頼した所、田渕はスケジュールの都合で参加できなかったが、吉村に頼んだ所、承諾して貰えた。
- 二人の最初の出会いは対バンツアーをしたのがきっかけで、その際、吉村は五十嵐の第一印象を｢(この人は)物静かだな、暗いのかな･･･?｣と思っていた。しかし、｢ゲストで呼んでくれたのは嬉しかった。｣との事。
- 五十嵐はその後のインタビューで、吉村のギターを｢ギターなのにオーケストラみたいな音が出ていて凄かった｣、｢昔ブッチャーズのアルバム『Kokorono』を聴きまくっていて、どんな機材を使っているか気になって、ギターマガジンを買って調べたりした｣と語っていた。